# قطعنامه ۲۰۳۰ شورای امنیت
قطعنامه ۲۰۳۰ شورای امنیت سازمان ملل متحد که در تاریخ ۲۱ دسامبر ۲۰۱۱ تصویب شد، سندی بین‌المللی دربارهٔ بررسی وضعیت گینه بیسائو است. این قطعنامه طی نشست ۶۶۹۵ام با ۱۵ رای موافق، ۰ مخالف و ۰ ممتنع تصویب شد.